# أندريه لويز
أندريه لويز هو لاعب كرة قدم برازيلي في مركز الدفاع، ولد في 13 فبراير 1983 في سانتو أنطونيو دا بلاتينا في البرازيل. لعب مع أتلتيكو باراناينسي وإسبانيول ونادي أتلتيكو هيرمان أيشينجار ونادي استقلال طهران ونادي إنترناسيونال ونادي بارانا ونادي برازيليا ونادي موجي ميريم.

## وصلات خارجية
- أندريه لويز على موقع قاعدة بيانات كرة القدم.إي يو (الإنجليزية)